# Korpus Policji Republikańskiej

Herb Korpusu Policji Republikańskiej

Korpus Policji Republikańskiej (wł. Corpo di Polizia Repubblicana) – formacja paramilitarna Włoskiej Republiki Socjalnej podczas II wojny światowej.

## Historia
Po proklamowaniu Włoskiej Republiki Socjalnej w połowie września 1943 r., zadanie zapewnienia bezpieczeństwa wewnętrznego jego terytorium otrzymały 2 nowo utworzone formacje paramilitarne: Republikańska Gwardia Narodowa i Korpus Policji Republikańskiej. Korpus liczył ok. 20 tys. ludzi. Był zorganizowany w 11 regionalnych inspektoratów i 66 posterunków policji. Istniały też 2 szkoły policyjne. W celu zwalczania partyzantów w składzie Korpusu zostały sformowane jednostki polowe:
- Samodzielny Legion Zmotoryzowany "Ettore Muti"
- 1 Zmotoryzowany Oddział Szturmowy "ISPA"
- 2 Zmotoryzowany Oddział Szturmowy "ISPA"
- sześć batalionów policyjnych (w Padwie, Pawii, Rzymie, Treviso, Gorycji i Wenecji)
- Policyjny Legion Arditi "Pietro Caruso"

Ponadto utworzono 2 samodzielne oddziały specjalne pod dowództwem Petera Kocha i Mario Carity.

## Komendanci
- Tullio Tamburini (wrzesień 1943 - kwiecień 1944)
- Eugenio Cerruti (kwiecień - pocz. października 1944)
- Renzo Montagna (pocz. października 1944 - koniec kwietnia 1945)